# 교토 애니메이션 방화 사건
교토 애니메이션 방화 사건(일본어: 京都アニメーション放火殺人事件)은 2019년 7월 18일 오전 10시경 일본 교토부 후시미구의 교토 애니메이션 제1스튜디오에서 방화로 인해 일어난 화재 사건으로, 씨랜드 청소년수련원 화재(1999년 6월 30일 발생), 종로 여관 방화 사건(2018년 1월 20일 발생)하고 완전 판박이였다.
이 사건으로 인하여 36명이 사망하였고 범인을 포함하여 33명이 부상당했다.
사고가 일어난 교토애니메이션 제1스튜디오는 3층으로 건설된 건평 691m²(약 총 209평) 규모의 건물로, 게이한 우지 선 로쿠지조역 인근 주거시설이다. 이 일대와 인접해 있는 지역이 주택 지역이라, 인근 주민들이 화재를 처음 목격한 것으로 나와있다. 가부키초 빌딩 화재(당시 사망자는 44명) 이후 일본 내에서의 화재 사건 역사상 인명 피해 규모가 가장 큰 것으로 드러나고 있다.
이 건물 내에서의 화재 당시 인명 피해가 가장 큰 곳은 2층과 3층 등에 집중되어 있다. 그래서 이 건물 3층에는 20명이, 2층에는 11명이, 1층에는 단 2명의 사망자가 나왔다.

## 피해자
이 사건으로 최소 34명이 사망하였고 35명이 크고 작은 부상을 입었다. 이는 전후 일본에 있어서 2001년 가부키초 빌딩 화재 다음으로 가장 사망자가 많은 대량 살인 사건이자 화재 사건이 될 것으로 보인다. 그래서 이 사건의 특색상 살인 사건 형태의 특이 사항을 두고 있는 것으로 드러나게 된다. 또한 외국인 인명 피해는 한국인 여성 1명이 부상한 것으로 발표되었다.

## 용의자
용의자는 41살의 일본인인 아오바 신지(青葉 真司)로, 평소 정신질환을 앓았으며 2012년에는 이바라키현에서 강도행위로 3년 6개월의 형량을 가진 징역형을 선고받은 전과 경력이 있는 것으로 파악되었다. 용의자는 사건 직후 현장에서 벗어났으나 심한 화상을 입은 채로 가까운 철도역 인근에서 발견되어 병원으로 이송되었다.
아오바 신지는 1978년 5월 16일에 태어났다. 아오바는 2019년 교토 애니메이션 방화 사건의 범행 당시 41세였으며, 평소 정신질환을 앓았으며 2012년에는 이바라키현에서 강도행위로 징역 3년 6개월의 실형을 선고받은 전과 경력이 있는 것으로 파악되었다. 아오바는 사건 직후 현장에서 벗어났으나 심한 화상을 입은 채로 가까운 철도역 인근에서 발견되어 병원으로 이송되었다.

## 여파
제작 애니메이션의 원화 자료나 작화들도 완전히 소실되었으며, 이렇게 소실된 자료 중에는 제작 중인 애니메이션의 자료 또한 포함되어 있다.
이 사건의 여파로 화재를 소재로 하는 애니메이션인 불꽃 소방대가 방영을 한 주 중단하였으며, 이후 방영분도 일부 장면을 편집한 상태에서 방영했다.

## 같이 보기
- 2019년 일본
- 오사카시 기타신치 빌딩 화재
- 일본의 범죄
- 센니치 백화점 화재